# Kaschgaria
Kaschgaria, rod polugrmova iz porodice glavočika smješten u podtribus Artemisiinae.  Dvije vrste rastu od Mongolije na zapad do Kazahstana, uključujući i Xinjiang
Listovi su sjedeći (bez peteljke), naizmjenični.

## Vrste
1. Kaschgaria brachanthemoides (C.Winkl.) Poljakov
2. Kaschgaria komarovii (Krasch. & Rubtzov) Poljakov

|  | Zajednički poslužitelj ima još gradiva o temi Kaschgaria |
|  | Wikivrste imaju podatke o taksonu Kaschgaria             |